# Liste der Monuments historiques in Morancourt
Die Liste der Monuments historiques in Morancourt führt die Monuments historiques in der französischen Gemeinde Morancourt auf.

## Liste der Objekte
| Bezeichnung                        | Beschreibung                                                        | Standort                                | Kennzeichnung | Schutzstatus | Datum | Bild |
| ---------------------------------- | ------------------------------------------------------------------- | --------------------------------------- | ------------- | ------------ | ----- | ---- |
| Skulptur Mater dolorosa            | Teil einer Kreuzigungsgruppe; Holz, farbig gefasst, 16. Jahrhundert | in der Kirche St-Pierre-ès-Liens (Lage) | PM52000918    | Classé       | 1980  |      |
| Skulptur Johannes Evangelist       | Teil einer Kreuzigungsgruppe; Holz, farbig gefasst, 16. Jahrhundert | in der Kirche St-Pierre-ès-Liens (Lage) | PM52000919    | Classé       | 1980  |      |
| Skulptur Sitzende Madonna mit Kind | Stein, farbig gefasst, Ende des 14. Jahrhunderts                    | in der Kirche St-Pierre-ès-Liens (Lage) | PM52000917    | Classé       | 1965  |      |
| Skulptur Petrus                    | Holz, farbig gefasst, Ende des 14. Jahrhunderts                     | in der Kirche St-Pierre-ès-Liens (Lage) | PM52000920    | Classé       | 1980  |      |